# Districtul Aïn Abid
Aïn Abid este un district din provincia Constantine, Algeria.